# Jezus Jazon
Jezus Jazon (hebr. יאסון, zm. 170 p.n.e.) – arcykapłan żydowski, w latach 175 p.n.e.-172 p.n.e., eparcha Judei.

## Życiorys
Był zhellenizowanym Żydem, a funkcję swoją kupił od Antiocha IV Epifanesa, obiecując mu część wpływów z ofiar w Świątyni Jerozolimskiej. Jako arcykapłan pozwolił na zbudowanie gimnazjum w Jerozolimie, gdzie młodzieńcy żydowscy występowali tak jak Grecy nago, ukrywając jedynie swoje obrzezanie. Jazon prowadził też intensywną hellenizację w kręgach kapłańskich. Gdy jego rywal Menelaos złożył lepsze obietnice władcy, Jazon został zmuszony do wyemigrowania do Zajordania. Polityka prowadzona przez Jazona w konsekwencji doprowadziła do powstania Machabeuszów. W 168 p.n.e. Jazon próbował odzyskać kontrolę nad Jerozolimą. Musiał jednak uciekać przez Zajordanie i Egipt do Sparty, gdzie zmarł.

## Konotacje w kulturze
Dante Alighieri umieścił arcykapłana Jazona w piekle w Boskiej komedii, razem z uprawiającymi symonię.